# گرین (اورگن)
گرین (به انگلیسی: Green) یک منطقهٔ مسکونی در ایالات متحده آمریکا است که در شهرستان داگلاس، اورگن واقع شده‌است. گرین ۱۲٫۲ کیلومتر مربع مساحت و ۷٬۵۱۵ نفر جمعیت دارد و ۱۵۷ متر بالاتر از سطح دریا واقع شده‌است.